# محمد علي نفخة
محمد علي نَفْخَة لاعب كرة قدم تونسي، ولد في 25 جانفي 1986 بسوسة. نشأ محمد علي نفخة في نادي النجم الرياضي الساحلي، وهو يشغل منصب وسط دفاعي. يبلغ طوله 1,81 م ووزنه 80 كغ. شارك في المنتخب الأولمبي التونسي لكرة القدم ومنذ عام 2007 في المنتخب التونسي لكرة القدم.
في 12 ديسمبر 2010، وقّع عقداً لمدة أربع سنوات مع فريق زيوريخ لكرة القدم الذي يلعب في دوري السوبر السويسري.

## روابط خارجية
- محمد علي نفخة على موقع الاتحاد الدولي (مؤرشف)  (الإنجليزية)
- محمد علي نفخة على موقع قاعدة بيانات كرة القدم.إي يو (الإنجليزية)
- محمد علي نفخة على موقع ناشيونال فوتبول تيمز (الإنجليزية)
- محمد علي نفخة على موقع كووورة